# Harald Winkler
Harald Winkler (Graz, 17 de diciembre de 1962) es un deportista austríaco que compitió en bobsleigh en la modalidad cuádruple. 
Participó en tres Juegos Olímpicos de Invierno, obteniendo una medalla de oro en Albertville 1992, en la prueba cuádruple (junto con Ingo Appelt, Gerhard Haidacher y Thomas Schroll), el séptimo lugar en Calgary 1988 y el cuarto en Lillehammer 1994, en la misma prueba.
Ganó dos medallas en el Campeonato Mundial de Bobsleigh, plata en 1993 y bronce en 1990, y tres medallas en el Campeonato Europeo de Bobsleigh entre los años 1989 y 1993.

## Palmarés internacional
| Juegos Olímpicos   | Juegos Olímpicos      | Juegos Olímpicos  | Juegos Olímpicos |
| Año                | Lugar                 | Medalla           | Prueba           |
| ------------------ | --------------------- | ----------------- | ---------------- |
| 1992               | Albertville (Francia) | Medalla de oro    | Cuádruple        |
| Campeonato Mundial |                       |                   |                  |
| Año                | Lugar                 | Medalla           | Prueba           |
| 1990               | Sankt Moritz (Suiza)  | Medalla de bronce | Cuádruple        |
| 1993               | Igls (Austria)        | Medalla de plata  | Cuádruple        |
| Campeonato Europeo |                       |                   |                  |
| Año                | Lugar                 | Medalla           | Prueba           |
| 1989               | Winterberg (RFA)      | Medalla de oro    | Cuádruple        |
| 1990               | Igls (Austria)        | Medalla de plata  | Cuádruple        |
| 1993               | Sankt Moritz (Suiza)  | Medalla de bronce | Cuádruple        |